# Юний художник
«Юний художник» — картина італійського художника Вітторе Гісланді, створена в 1732 році. Зберігається в Академії Каррара в Бергамо, Італія.

## Опис картини
Юний художник на картині стоїть поряд зі столиком, на якому розкладені фрукти. У руці пристрій з грифелем, яким тоді користувались при створенні малюнків. Ім'я підлітка не збережене. У час створення полотна художник давно вже був ченцем і власних дітей не мав. Але не втратив цікавості до життя й в останні роки життя. Ймовірно, він десь зустрів цього підлітка в якійсь майстерні чи може сам давав йому завдання. Кмітливий хлопець, рухливий і тямущий, і став моделлю для чергового твору художника.

## Дещо про автора полотна
Вітторе Гісланді походив з родини художника. Майстерня батька, пензлі і фарби досить рано замінили йому дитячу кімнату і дитячі іграшки. Є свідоцтва, що вже юнаком він робив портрети. Мешканець провінційного міста, він уважно вдивлявся в кожну нову картину — аби пізнати щось нове і навчитися. До того ж, життя в провінції не було багатим на цікаві події. Лише дорослим йому доведеться відвідати розкішну Венецію і її храми, що були також і храмами мистецтва, і музеями, і майстернями для багатьох поколінь художників світу.

## На межі різних жанрів
Картини побутового жанру практично невідомі в творчому надбанні художника. Але є чимало портретів в побутовому оточенні. Серед них — зображення підлітків та юнаків з пензлями, поряд з ретельно розташованими фруктами чи мольбертом. Чи то молодого скульптора, чи то молодого прихильника мистецтв художник подав разом зі скульптурним погруддям (1735 р, приватна збірка). Є серед творів Гісланді і молодик в яскравому, маскарадному вбранні. Останній твір зберігає музей Ермітаж.